# 1880 en architecture
| Années de l'architecture : 1877 - 1878 - 1879 - 1880 - 1881 - 1882 - 1883    |
| Décennies de l'architecture : 1850 - 1860 - 1870 - 1880 - 1890 - 1900 - 1910 |

Cet article présente les faits marquants de l'année 1880 en architecture.

## Réalisations
- Construction de la Casa Vicens à Barcelone par Antoni Gaudí.
- La cathédrale de Cologne est enfin achevée après 632 années de travaux.
- Début de la construction de la Cathédrale de Truro, en Angleterre.
- L'ingénieur français Gustave Eiffel commence la construction du viaduc de Garabit (fin en 1884).

## Récompenses
- Royal Gold Medal : John Loughborough Pearson.
- Prix de Rome : Charles Girault.

## Naissances
- 9 avril : Jan Letzel († 26 décembre 1925).
- 9 novembre : Giles Gilbert Scott († 8 février 1960).
- Léonid Vesnine († 1933).

## Décès
- 27 janvier : Edward Middleton Barry (° 7 juin 1830).
- 25 avril : Jakob Hochstetter (° 5 février 1812).